# Geoff Bullock

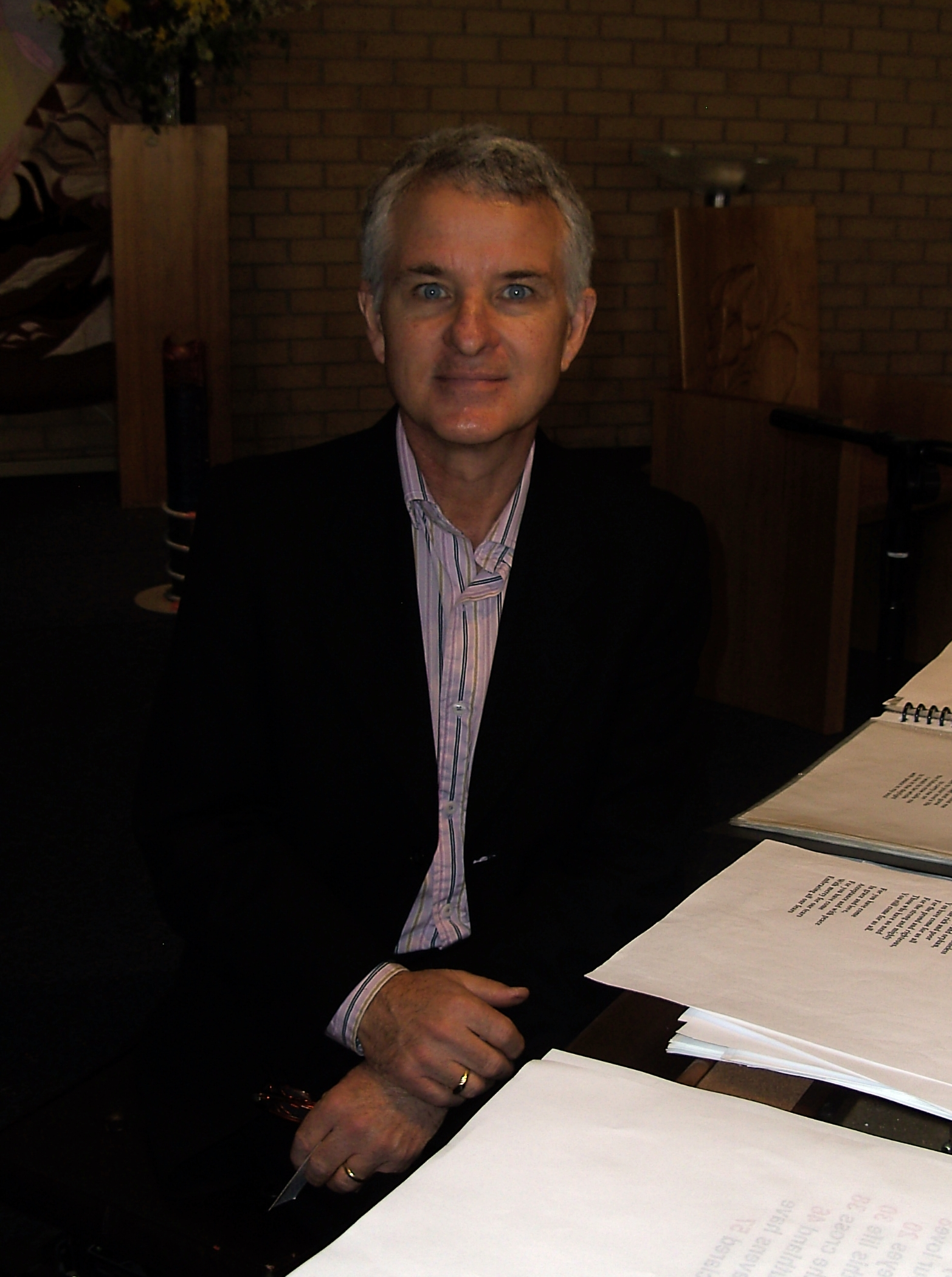
Bullock, setembro de 2009

Geoff Bullock (nascido em 6 de novembro de 1955) é um cantor, compositor e pianista australiano de música cristã, mais conhecido pela música "The Power of Your Love".
Bullock nasceu em Sydney, Austrália.[carece de fontes?]

## Carreira
Bullock trabalhou em televisão como cinegrafista na ABC Television de 1975 a 1984.[carece de fontes?]